# Fabian Trummer
Fabian Trummer (* 15. Februar 2005) ist ein österreichischer Fußballspieler.

## Karriere
Trummer begann seine Karriere beim USV Mitterdorf. Im Februar 2019 wechselte er in die Jugend des SK Sturm Graz. Bei den Grazern durchlief er ab der Saison 2019/20 auch sämtliche Altersstufen in der Akademie.
Zur Saison 2023/24 rückte er in den Kader der zweiten Mannschaft von Sturm. Sein Debüt in der 2. Liga gab er im September 2023, als er am achten Spieltag jener Saison gegen den SV Horn in der 82. Minute für Leon Grube eingewechselt wurde. Dies blieb sein einziger Zweitligaeinsatz. Nach der Saison 2023/24 verließ er Sturm.
Zur Saison 2024/25 wechselte er anschließend zu den Amateuren des TSV Hartberg.